# Петропавловский монастырь (Юрьев-Польский)
Петропа́вловский монасты́рь — женский монастырь Александровской епархии Русской православной церкви, расположенный в городе Юрьеве-Польском Владимирской области.

## История
Существуют данные, что монастырь на этом мест существовал уже в XVI веке и был разорён литовцами. По наиболее распространённой из версий, монастырь был основан митрополитом Суздальским Иларионом (Ананьевым) изначально как мужской, но позднее пришёл в упадок. Долгое время монастыря здесь не было.
Деревянная приходская церковь Петра и Павла на этом месте была заново построена в XVII веке и около двух столетий существовала под постоянной угрозой закрытия и даже сноса. В начале XIX века церковь значилась «стоящей на кладбище». В 1825 году жители Юрьева-Польского подали прошение в губернское правление о сносе ветхой Петропавловской церкви. Храм был передан Михайло-Архангельскому монастырю. В 1830 году по указу Святейшего синода окончательно обветшавшую церковь снесли. Некоторое время здесь была пустошь, отошедшая в собственность крестьянам соседнего села Федосьина.
Землю эту выменял у крестьян юрьевский купец Пётр Бородулин, решивший возобновить храм. 16 мая 1843 года Святейшим синодом издан указ, разрешавший строительство каменной церкви. В том же году неподалёку от городской заставы началось строительство большого храма во имя апостолов Петра и Павла, какого в Юрьеве-Польском ещё не было. Однако огромный пятиглавый храм Петра и Павла оказался ещё почти на двадцать лет без прихода.
В 1871 году в городе случился большой пожар, уничтоживший в том числе женский Введенский монастырь. Монахини, которым стало негде жить, получили разрешение занять Петропавловскую церковь, ставшую впоследствии соборным храмом монастыря. По указу Святейшего синода от 26 января 1874 года обосновавшаяся на новом месте обитель официально стала называться Петропавловской. Успенская тёплая церковь в неорусском стиле была построена примерно в это же время.
В конце XIX века заботами игумении Клавдии была построена огромная пятиярусная колокольня в неорусском стиле. Её же усилиями в 1898 году в монастыре открылась богадельня, а немного раньше — школа для девочек. В школе преподавали Закон Божий, письмо, арифметику, грамоту, шитьё и рукоделие.
В 1920-х годах монастырь был упразднён, а в 1925 году продали на цветной металл все колокола. Петропавловский собор и Успенский храм разорены, разрушены их главы и своды, частично стены.
27 мая 2010 года по благословению архиепископа Суздальского и Владимирского Евлогия (Смирнова) было положено начало возрождению Петропавловского женского монастыря, который первоначально стал подворьем Никольского женского монастыря. Бывший монастырский комплекс находился в удручающим состоянии: вокруг груды хозяйственного мусора, десятилетиями скапливавшиеся здесь, деревья. Восстановление обители было начато с кладбищенской церкви Вознесения. Включение храма в состав монастыря и выбор церкви Вознесения для начального возрождения обители обусловлены лучшей сохранностью стен (по сравнению с Петропавловским и Успенским храмами) и наличием свободной незастроенной земли, необходимой для строительства сестринских келий. На первое время в монастыре не было места, первые две насельницы жили в городской квартире на пенсию настоятельницы, а в обитель приходили молиться и работать. На службы ходили в городской храм — к тому моменту свой был ещё не приспособлен.
15 октября 2010 года Петропавловский собор и колокольня Петропавловского женского монастыря были переданы Владимирской епархии Русской православной церкви в бессрочное безвозмездное пользование.
Игумения Серафима (Ващинская) вспоминала: «Конечно, тяжело нам было, что говорить. Прибыли мы вдвоём с молодой инокиней Афанасией (Козловой) — жить негде, средств нет, благодетелей нет. Первые два года жили на квартире, пока не был возведён небольшой деревянный дом для сестёр. Владыка благословил начать восстановление монастыря с кладбищенской церкви Вознесения Господня, потому что в сравнении с монастырскими храмами она сохранилась лучше. К тому же земля вокруг неё оказалась свободной от городских построек типа ПТУ, общежития, гаражей, какие в нарушение всех норм строительства (ведь это была охранная зона с памятниками архитектуры!) появились на монастырской территории».

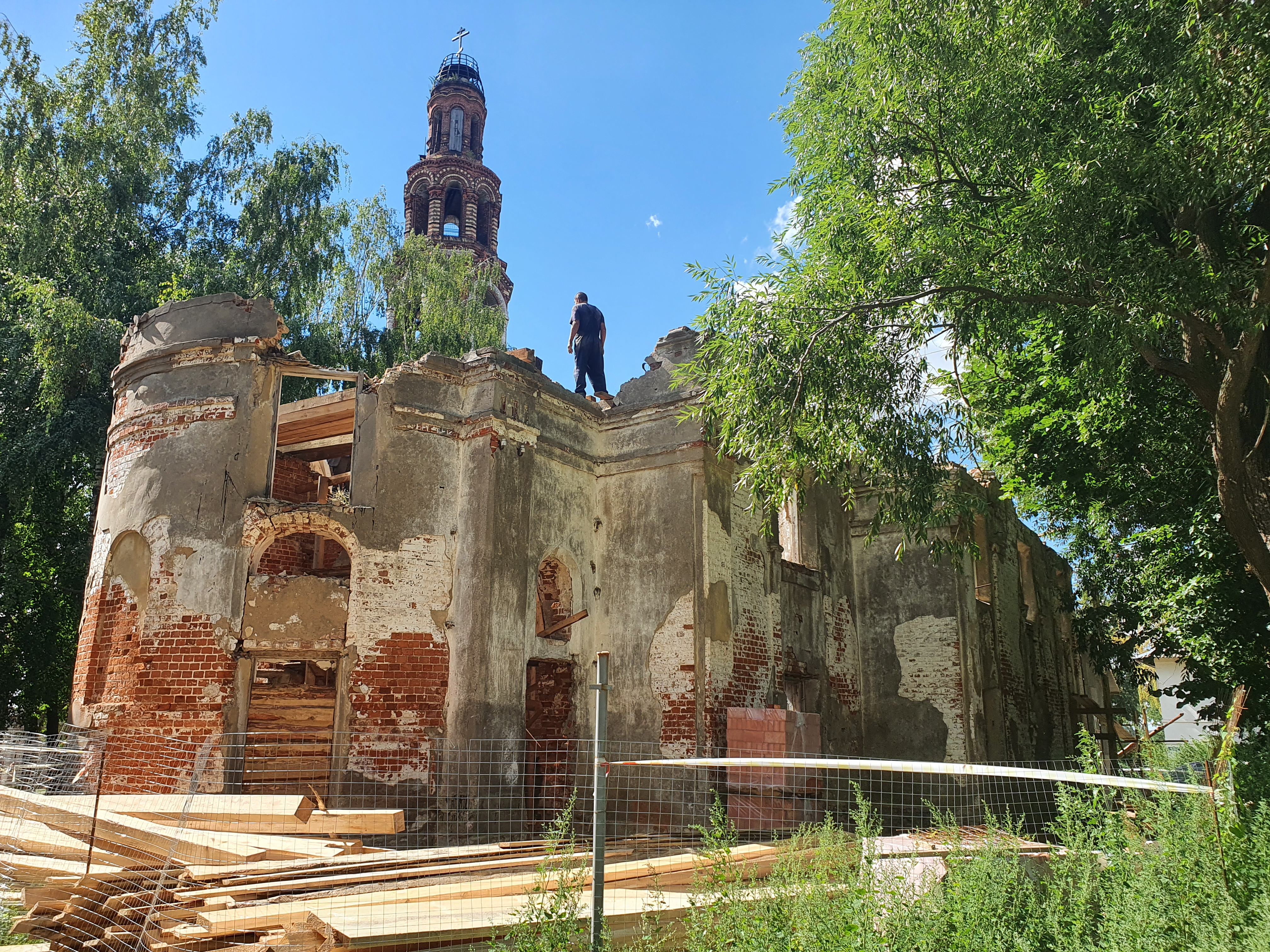
Церковь Петра и Павла. 2022

22 октября 2015 года Священный синод Русской православной церкви в связи с прошением архиепископа Александровского и Юрьев-Польского Евстафия (Евдокимова) постановил открыть Петропавловский женский монастырь и назначил на должность игуменьи этого монастыря монахиню Серафиму (Ващинскую).
В ноябре 2018 года журнал «Фома» так описал жизнь монастырь: «нет белоснежных стен, вместо многотонных колоколов людей на службу собирает обрезок газового баллона, под храмом не стоит толпа паломников, а постройки училища до сих пор стоят вперемешку с монастырскими. <…> В монастыре живут всего три монахини с собакой. <…> Туалет на улице, потому что сделать в доме — не хватает денег; крестный ход из одной монахини, которая обходит каждый день известную только насельницам территорию монастыря».
В июне 2019 года по ходатайству полномочного представителя президента России в ЦФО Игоря Щёголева была создана рабочая группа по оказанию помощи в возрождении Петропавловского женского монастыря в Юрьеве-Польском Владимирской области. Однако лишь в 2022 году в монастыре начались консервационные работы. Колокольня ждёт окончания разработки проектирования.

## Постройки
источники:
- Церковь Петра и Павла (1843—1853). Не действует; в 2022 году начата консервация
- Церковь Успения Пресвятой Богородицы (1870-е). Не действует; нуждается в срочной реставрации
- Колокольня (1892—1902). Самое высокое сооружение в городе. Нуждается в реставрации. К колокольне пристроены гаражи.
- Церковь Вознесения Господня (1780). Отреставрирована.